# André Eminger
André Eminger (Erlabrunn, 1 de agosto de 1979) es un ultraderechista alemán. Fue colaborador de la organización terrorista "Clandestinidad Nacionalsocialista" (CNS) por más de 14 años. Eminger fue sentenciado a dos años y medio de prisión el 11 de julio de 2018 por ese mismo hecho. La prensa se ha referido a él como "el más fiel seguidor" de la organización terrorista. No ha mostrado remordimiento alguno y continúa activo en el movimiento derechista.